# Maziar Bahari

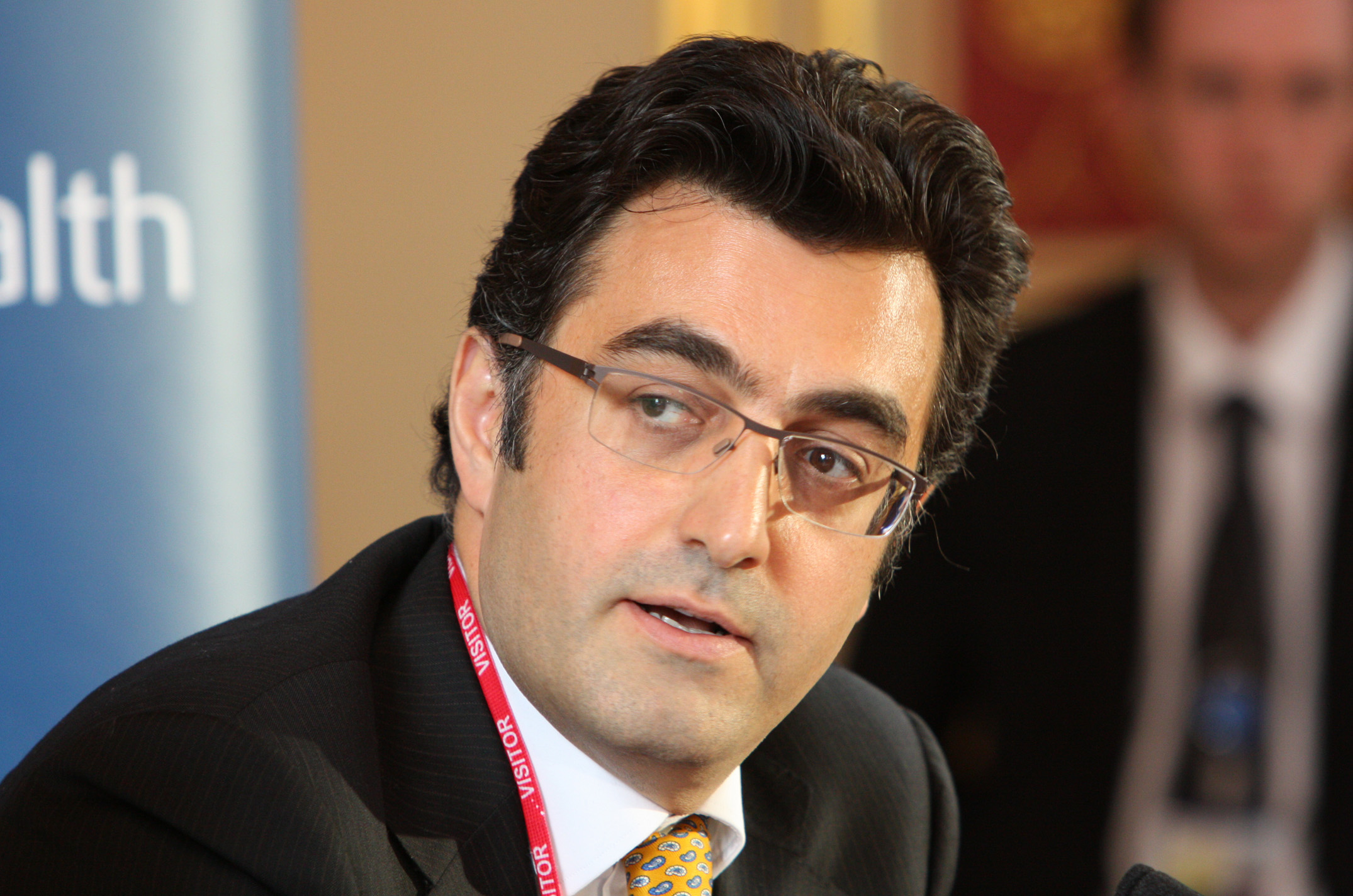
Maziar Bahari em 2011

Maziar Bahari (مازیار بهاری, nascido em 1967 em Teerã, Irã) é um jornalista canadense-iraniano, dramaturgo e cineasta. Ele é um repórter da Newsweek. Bahari foi preso pelo governo iraniano em junho de 2009 e foi liberado em 20 de outubro de 2009.

## Carreira
Licenciou-se em comunicação pela Universidade Concordia, em Montreal. Logo depois, ele fez seu primeiro filme, A Viagem do Saint Louis sobre a viagem fatal de mais de 900 refugiados judeus alemães, em 1939. Ele produziu uma série de documentários e reportagens para o Channel 4 e a BBC de Londres sobre temas tão variados como o aiatolá Ali al-Sistani, o líder xiita Moqtada al-Sadr e os direitos humanos no Iraque. Uma retrospectiva de filmes Bahari foi organizada em novembro de 2007 pela International Documentary Film Festival Amsterdam.
Em 1998, tornou-Bahari correspondente da revista Newsweek Irão.
Em setembro de 2009, foi nomeado por Desmond Tutu para o Prêmio Príncipe das Astúrias da Concórdia.